# Sinagoga de Cluj-Napoca
La Sinagoga de Cluj-Napoca (en romanès: Sinagoga neologă) és l'única sinagoga activa de la vila de Cluj-Napoca. És una sinagoga reformista, utilitzada per la comunitat jueva local. El temple es troba en el carrer Horea, la sinagoga fou construïda entre 1886 i 1887, segons els plans d'Isidor Hegner. La sinagoga fou danyada després dels atacs de la guàrdia de ferro romanesa, el 13 de setembre de 1927, després fou reconstruïda pel govern romanès. Quan el nord de Transsilvània fou entregat a Hongria per Itàlia i Alemanya el 1940, la comunitat jueva de Cluj-Napoca fou deportada als camps d'extermini nazis. La sinagoga fou danyada durant un bombardeig aliat sobre una estació ferroviaria propera, el 2 de juny de 1944. El 1951, el temple va ser restaurat. La sinagoga està dedicada actualment a la memòria de les víctimes de l'Holocaust.